# ΜTorrent
µTorrent – darmowy klient sieci BitTorrent na systemy Microsoft Windows, Linux oraz macOS. Klient jest rozwijany przez firmę BitTorrent.
Autorami programu są Ludvig Strigeus i Serge Paquet. Unikalnymi cechami programu są minimalny rozmiar pliku wykonywalnego (320 kB) i brak konieczności instalacji (w przypadku starszych wersji). Nazwa programu jest często skracana do µT, uTorrent lub uT. µTorrent został napisany w C++. Jest bezpłatym, zamkniętym oprogramowaniem.
μTorrent stał się kontrowersyjny w 2015 roku, kiedy wielu użytkowników nieświadomie zaakceptowało domyślną opcję podczas instalacji, która instalowała również program do „kopania” kryptowalut.

## Możliwości
µTorrent został zaprojektowany tak, by zużywać jak najmniej zasobów komputera, przy jednoczesnym zapewnieniu funkcjonalności innych, zaawansowanych klientów sieci BitTorrent (takich jak Vuze (dawniej Azureus) czy BitComet). Typowe zużycie pamięci nie przekracza 14 MB, a zużycie procesora jest na tyle niskie, że działa on nawet na starszych komputerach (nawet z serii 486). Program można uruchomić w systemach Windows 98/Me/NT/2000/XP/Vista/7/8 oraz systemach z rodziny MacOS bez użycia dodatkowych bibliotek wspomagających. Dla starszych komputerów należy zainstalować aktualizację WinSock2. Od czerwca 2010 rozpoczęto dystrybucję wersji µTorrent przeznaczona typowo dla systemów Linux.
Niektóre z funkcji programu:
- jednoczesne pobieranie wielu plików,
- szybkie wznawianie przerwanych transferów,
- limitowanie zużycia łącza (globalne i jednostkowe),
- obsługa Unicode,
- obsługa UPnP,
- obsługa IPv6,
- komentarze i ocena,
- super-seeding,
- szyfrowanie protokołu (PE),
- wymiana listy peerów (PEX),
- czytnik RSS,
- obsługa sieci zdecentralizowanej poprzez DHT, kompatybilna z siecią oryginalnego klienta BitTorrent (a także z programem BitComet),
- pobieranie i udostępnianie zgodnie z harmonogramem, pozwalającym ograniczać pasmo w określonych dniach tygodnia i godzinach,
- obsługa skórek (możliwość zmiany ikon i przycisków),
- mechanizm wykrywania lokalnych peerów,
- obsługa trackerów HTTPS.
- możliwość szyfrowania całego ruchu w celu ominięcia blokowania torrentów w sieci[3]

Program jest przetłumaczony na kilkadziesiąt języków (ponad 50), dostępne są m.in. następujące wersje językowe: arabska, aramejska, bułgarska, chińska, chorwacka, czeska, duńska, estońska, francuska, grecka, gruzińska, niderlandzka, kanadyjska francuska, niemiecka, grecka, hiszpańska, japońska, litewska, polska, portugalska, serbska, szwedzka, tajska, turecka, węgierska, wietnamska, włoska.

## Kontrowersje

### Reklamy
W sierpniu 2012 roku BitTorrent ogłosił dodanie reklam w darmowej wersji μTorrent, które mogły być indywidualnie odrzucane przez użytkowników. Ze względu na reakcje użytkowników, kilka dni później firma oświadczyła, że reklamy mogą być ręcznie wyłączone. W reakcji na tę sytuację, powstało oddolnie stworzone narzędzie o nazwie „Pimp My μTorrent”, aby uprościć proces wyłączania reklam w wersji dla systemu Windows. Począwszy od w wersji 3.2.2, μTorrent zawiera również reklamy w treści opisane jako „Featured Torrent”. Podobnie jak w przypadku reklam, możliwe jest wyłączenie tej opcji.

### Złośliwe oprogramowanie
W marcu 2015 r. μTorrent zaczął być podejrzewany o automatyczne instalowanie programu Epic Scale. Program ten, klasyfikowany jako riskware przez niektóre programy bezpieczeństwa, „kopał” kryptowalutę Litecoin w tle dla BitTorrent, Inc., wykorzystując moc procesora i procesora graficznego. Programista pracujący nad μTorrent zakwestionował twierdzenie, że Epic Scale był instalowany automatycznie i stwierdził, że podobnie jak w przypadku wszystkich innych programów „partnerskich” dołączonych do oprogramowania, użytkownicy mogą odrzucić jego instalację W dniu 28 marca Epic Scale został na stałe usunięty z instalacji i z pakietu oprogramowania.